# Campionati italiani assoluti di scherma del 1970
I Campionati italiani assoluti di scherma del 1970 sono stati organizzati dalla Federazione Italiana Scherma.
Nel fioretto, si sono aggiudicati i titoli dei campionati italiani Nicola Granieri, che ha vinto il suo quarto titolo nazionale, e Giulia Lorenzoni, che ha bissato il titolo del 1966.
Il titolo della spada è andato a Cipriani, alla sua prima affermazione.
Nella sciabola Cesare Salvadori ha vinto il suo quarto titolo nazionale maschile.
Nei campionati italiani a squadre maschili il Club Scherma Roma ha vinto il suo primo titolo nel fioretto, mentre il Società del Giardino di Milano ha vinto il suo nono titolo nella spada; nella sciabola c'è stato il primo successo del CUS Napoli.
Il campionato italiano di fioretto a squadre femminile è andato per la prima volta al Club Scherma Roma.

## Podi

### Uomini
| Specialità  | Oro                           | Argento | Bronzo |
| Individuali |                               |         |        |
| Fioretto    | Nicola Granieri               | -       | -      |
| Spada       | Cipriani                      | -       | -      |
| Sciabola    | Cesare Salvadori              | -       | -      |
| A squadre   |                               |         |        |
| Fioretto    | Club Scherma Roma -           | -       | -      |
| Spada       | Società del Giardino Milano - | -       | -      |
| Sciabola    | CUS Napoli -                  | -       | -      |

### Donne
| Specialità  | Oro                 | Argento | Bronzo |
| Individuali |                     |         |        |
| Fioretto    | Giulia Lorenzoni    | -       | -      |
| A squadre   |                     |         |        |
| Fioretto    | Club Scherma Roma - | -       | -      |